# Cantone di Roubaix-Est
Il Cantone di Roubaix-Est era una divisione amministrativa dell'Arrondissement di Lilla.
È stato soppresso a seguito della riforma complessiva dei cantoni del 2014, che è entrata in vigore con le elezioni dipartimentali del 2015.
Comprendeva parte della città di Roubaix e del comune di Wattrelos.